# Bastion Booger
Michael "Mike" Shaw (n. 9 mai 1957 – d. 11 septembrie 2010), cunoscut sub numele de ring Bastion Booger, a fost un wrestler american care a luptat în World Championship Wrestling și World Wrestling Federation.
Shaw a început wrestling-ul în anul 1981, în federația NWA All Star Wrestling, sub numele de Klondike Mike.
Shaw a murit din cauza unui infarct, pe 11 septembrie 2010.